# Alexander Naddour
Alexander Naddour (Gilbert (Arizona), 4 de marzo de 1991) es un gimnasta artístico estadounidense, medallista de bronce en las Olimpiadas de Río 2016, y medallista de bronce en dos ocasiones en el concurso por equipos en los mundiales de Tokio 2011 y Nanning 2014. Naddour fue suplente del equipo de EE. UU. En los Juegos Olímpicos de verano de 2012 en Londres.

## Vida personal
Naddour nació el 4 de marzo de 1991, hijo de Mike y Sandy Naddour en Gilbert, Arizona.
En 2015, Naddour se casó con su colega gimnasta Hollie Vise. La pareja tiene una hija, Lilah, nacida en febrero de 2016, y un hijo, Crew, nacido en junio de 2018.

## Carrera deportiva
En el Mundial de Tokio 2011 ayuda a su país a lograr el bronce en el concurso por equipos —tras China (oro) y Japón (plata)—; sus cinco compañeros en el equipo estadounidense eran: Jacob Dalton, Jonathan Horton, Danell Leyva, Steven Legendre y John Orozco.
En el Mundial celebrado en Nanning (China) en 2014 vuelve a lograr el bronce por equipos —de nuevo tras China y Japón—; esta vez, los equipos estaban formnados por siete gimnastas, sus compañeros fueron: John Orozco, Donnell Whittenburg, Paul Ruggeri, Jacob Dalton, Danell Leyva y Sam Mikulak.
En las Olimpiadas de Río de Janeiro de 2016 gana el bronce en caballo con arcos, por detrás de los británicos Max Whitlock y Louis Smith.